# Акт урегулювання 1662 року
Акт про врегулювання 1662 року був ухвалений парламентом Ірландії в Дубліні. Це було часткове скасування Акту Кромвеля про врегулювання Ірландії 1652 року, який карав ірландських католиків і роялістів за боротьбу проти англійського парламенту у війнах трьох королівств шляхом повної конфіскації їхніх майна і земель. Акт описується як акт кращого виконання милостивої декларації Його Величності щодо врегулювання Ірландського королівства та задоволення інтересів авантюристів, солдатів та інших його підданих.

## Передумови
Парламент Рампа в Лондоні прийняв Акт про врегулювання у 1652 році, після завоювання Ірландії Кромвелем. Мета акту була подвійною. По-перше, він мав передбачити страту без належного судового розгляду лідерів і прихильників Ірландського повстання 1641 року. По-друге, необхідно було конфіскувати достатню кількість землі в Ірландії, яка була необхідна для погашення позик, наданих лондонським Сіті. Їх було надано відповідно до закону про авантюристів 1640-х років для оплати війни, і для винагороди солдатів, які брали участь у війни. Майже всі землі було продано для задоволення інтересів третіх осіб. Кошти було отримано шляхом конфіскації майже всіх земель, що належали католикам, в Ірландії, що також послужило покаранням ірландських католиків за їхні повстання та війну проти парламенту.
Згідно з Актом 1652 року (параграфи VI, VII, VIII), кожен, хто брав участь у бойових діях в Ірландії проти парламенту під час громадянських воєн, мав бути позбавлений певної частини своїх земель.
- Якщо вони піддадуться протягом встановленого терміну, їм буде дозволено залишитися живими, але вони будуть позбавлені до двох третин свого майна.
- У разі їх непідкорення, вони ризикують втратити всю свою землю і, можливо, свої життя.
- Навіть якщо вони були членами "непопулярної" релігійної громади та не брали участі в жодних війнах, вони все одно втратили б третину своїх земель, якщо їх дійсно не можна було вважати прихильниками парламенту.

На практиці протестанти-роялісти в Ірландії могли уникнути конфіскації, сплативши штраф, католики ж такої можливості не мали. Хоча деякі парламентарі говорили про депортацію всіх ірландців до Коннахту, насправді це стосувалось лише класу землевласників. Закон 1652 року наказував, щоб усі конфісковані землі на схід від Шеннона (Ольстер, Ленстер і Манстер) були конфісковані, а жителі переселилися на захід (до Коннахта та графства Клер), щоб їх замінили англійські пуритани (які пізніше стали відомі як дисиденти). В результаті цього врегулювання землеволодіння ірландських католиків впало з 60% до війни Ірландської конфедерації до 8–9% під час Співдружності Кромвеля (переважно в Коннахті).
Деякі колишні католицькі землевласники також врятували свою землю, прийнявши державну релігію.